# Sleaford

Dorpswapen van Sleaford.

Sleaford is een civil parish in het bestuurlijke gebied North Kesteven, in het Engelse graafschap Lincolnshire. De omgeving van Sleaford is niet dichtbevolkt, het landschap is bijna vlak. De plaats ligt ongeveer 30 km ten zuiden van de stad Lincoln. aan de rand van het polderland van The Fens.

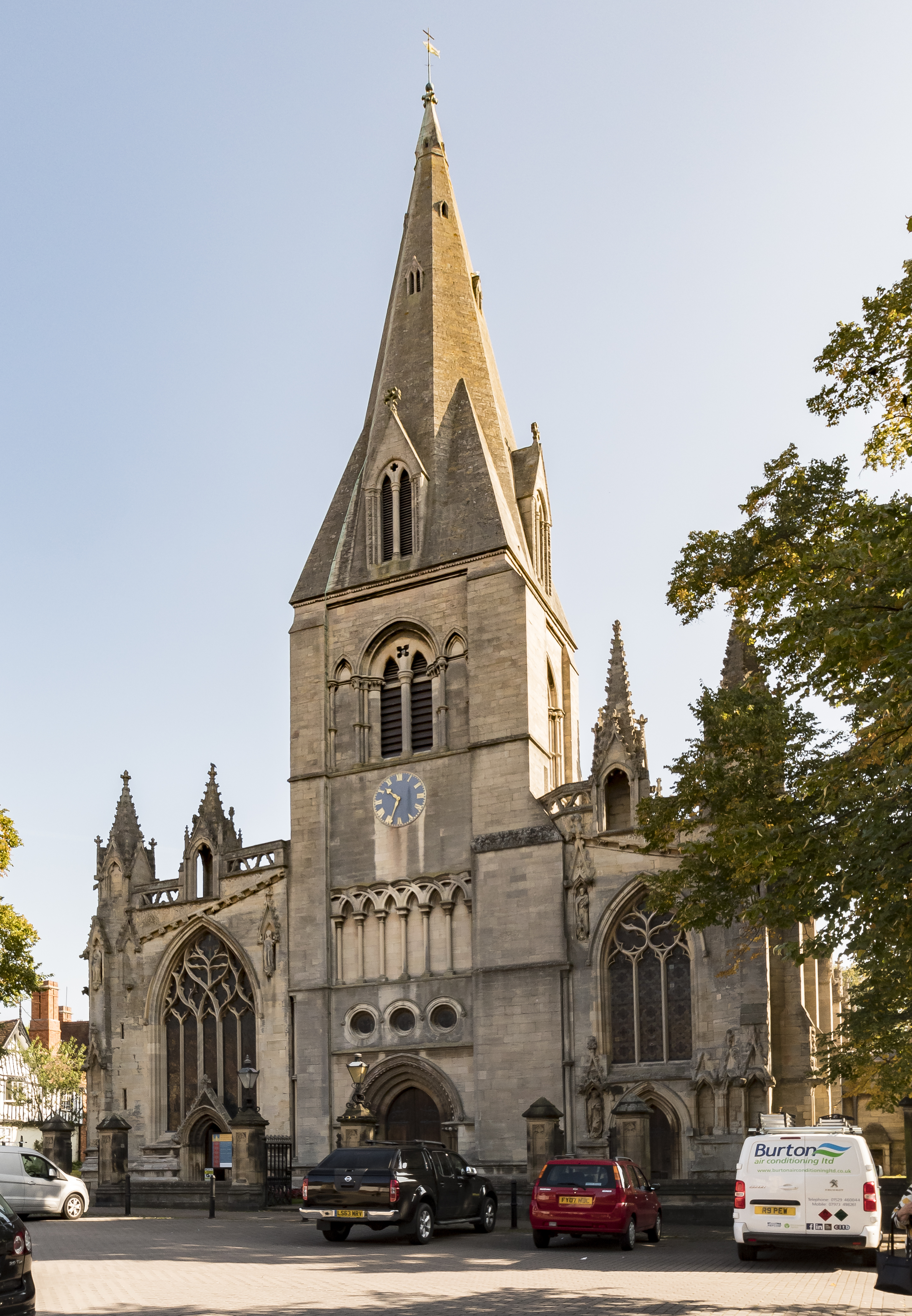
St. Denys

In de IJzertijd en de Romeinse tijd was hier een nederzetting van de Corieltauvi, bij een voorde in de Slea, een plaatselijke beek. De eerste vermeldingen van de naam Sleaford zijn uit de 9e eeuw; vanaf de 11e eeuw ontstond een nieuwe kern rond de kerk, gewijd aan St. Denys. Ook werd het kasteel van Sleaford gebouwd.
De plaats is steeds een regionaal belangrijk centrum voor de landbouw geweest. Begin 19e eeuw werd de Slea gekanaliseerd en in 1857 werd de spoorweg geopend, waarvan Sleaford profiteerde door een sterk toenemende handel en industrie in agrarische producten. In de 20e eeuw stabiliseerde het inwonertal. De korenbeurs werd in de 60er jaren gesloten, de veemarkt in 1984.
Een nieuwe fase trad in toen in 1979 de grootste landeigenaar, de Markies van Bristol, al zijn land in de omgeving verkocht. Dit bemogelijkte nieuwe huizenbouw; Sleaford maakte een enorme groeispurt door (8000 inwoners in 1981, 18000 in 2011). Nieuwe wegen werden aangelegd en begin 21e eeuw werd het centrum opgeknapt.

## Demografie
De plaats telt ongeveer 19.500 inwoners.

## Geboren in Sleaford
- Jennifer Saunders (6 juli 1958)